# Digitatispora
Digitatispora is een geslacht van schimmels behorend tot de familie Niaceae. De typesoort is Digitatispora marina.

## Soorten
Volgens Index Fungorum bevat het geslacht twee soorten (peildatum december 2021):
| Soortnaam               | Auteur(s)    | Publicatiejaar |
| ----------------------- | ------------ | -------------- |
| Digitatispora lignicola | E.B.G. Jones | 1986           |
| Digitatispora marina    | Doguet       | 1962           |